# Patrick Quinn (Leichtathlet)
Patrick Quinn (* 10. Dezember 1885 in Erinagh, County Tipperary; † 2. Januar 1946 in Dublin) war ein irischer Kugelstoßer und Diskuswerfer.
Bei den Olympischen Spielen 1912 in Stockholm wurde er für das Vereinigte Königreich Großbritannien und Irland startend Achter im Kugelstoßen.
1920 wurde er Englischer Meister im Diskuswurf.

## Persönliche Bestleistungen
- Kugelstoßen: 13,46 m, 1912
- Diskuswurf: 40,38 m, 1915